# José Constantino Barro
José Constantino Barro (1906 - 1983) fue un contador público y político argentino, que ejerció como Ministro de Industria y Comercio durante el primer gobierno peronista.

## Biografía
Se recibió de contador en la Universidad de Buenos Aires en 1931, y ejerció esa profesión en forma privada durante más de una década. Como era radical, y amigo del poeta y militante político de FORJA, Homero Manzi, en varias publicaciones se lo ha confundido con un poeta de tangos, que firmaba como C. Barros, y cuyo nombre completo era José César Barros Montero.
Por influencia de Arturo Jauretche, en 1944 ingresó a la administración pública como secretario general del Consejo Superior de Industria y Comercio, y al año siguiente trabajó en la Secretaría de Industria y Comercio de la Nación, de la que llegó a ser subdirector y oficial mayor. En 1946 fue director de Abastecimiento del Ministerio de Agricultura y Ganadería de la Nación. Entre 1947 y 1948 fue nombrado director general —y luego secretario interino, en reemplazo de Rolando Lagomarsino— de Industria y Comercio de la Nación. Tras la reforma constitucional de 1949, que habilitaba la creación de nuevos ministerios, fue nombrado Ministro de Industria y Comercio de la Nación.
Durante un debate parlamentario en agosto del mismo año, Barro defendió una política petrolera más firme y clara que la del propio presidente Juan Domingo Perón; se proponía la estatización gradual de todo el sistema energético para alcanzar el autoabastecimiento petrolero y el crecimiento de la energía hidroeléctrica. No obstante, Perón no apoyaría esta política, principalmente porque requería importantes aportes financieros en tecnología que solo podía ser aportada desde los Estados Unidos, en una época en que las reservas internacionales eran escasas.
Respecto al consumo, las ventas de cocinas aumentaron 106%, la venta de heladeras 218%, el calzado 133%, los discos fonográficos 200% y la venta de radios 600%, alentados por los programas redistributivos del gobierno y el crédito barato entre 1946 y 1948. Los préstamos al sector privado se triplicaron y las tasas de interés no superaban el 5% anual, los préstamos a la industria se sextuplicaron y los préstamos a la agricultura se duplicaron.
Era afiliado al Club San Lorenzo de Almagro, y era considerado el "padrino" del club ante las autoridades nacionales y municipales.
En 1951, Barro inauguró el Ramal Ferro Industrial de Río Turbio y anunció la licitación de la obra para el puerto de Río Gallegos; al día siguiente, una tormenta de nieve dejó aislada la zona, de modo que debió ser evacuado por una cuadrilla de tractores y topadoras. La obra significó un gran avance para la explotación de carbón en la zona de la ciudad de Río Turbio.
En 1952 fue reemplazado en el ministerio por Rafael F. Amundarain, por consideárselo opositor a las intenciones del presidente Perón de abrir la explotación del petróleo al capital extranjero, en particular estadounidense. Pero no se alejó del equipo gubernamental, ya que fue nombrado interventor nacional en el Partido Peronista de la Provincia de Buenos Aires.
Tras el golpe de Estado de 1955 fue arrestado e investigado por sus vinculaciones con el fallecido Román Subiza, con quien los golpistas se ensañaron particularmente. Al recuperar la libertad, editó el periódico clandestino Retorno, como parte de la "resistencia peronista". En noviembre de 1958 fue arrestado, posiblemente como consecuencia de la aplicación del Plan CONINTES, y en febrero del año siguiente, deportado del país por decreto del presidente Arturo Frondizi en aplicación del estado de sitio.
Desde entonces estuvo relativamente alejado de la política hasta el regreso de Perón; en 1975 era presidente del Banco de la Provincia de Buenos Aires.
Falleció en Buenos Aires en 1983.